# Mörttjärnen (Torsåkers socken, Gästrikland)
Mörttjärnen är en sjö i Hofors kommun i Gästrikland och ingår i Dalälvens huvudavrinningsområde.